# Johann Adam Schall von Bell
Johann Adam Schall von Bell (čínsky: znaky zjednodušené 汤若望, tradiční 湯若望, pchin-jin Tāng Ruòwàng; 1. května 1591 Kolín nad Rýnem – 15. srpna 1666 Peking) byl německý jezuitský misionář působící v Číně.

## Život

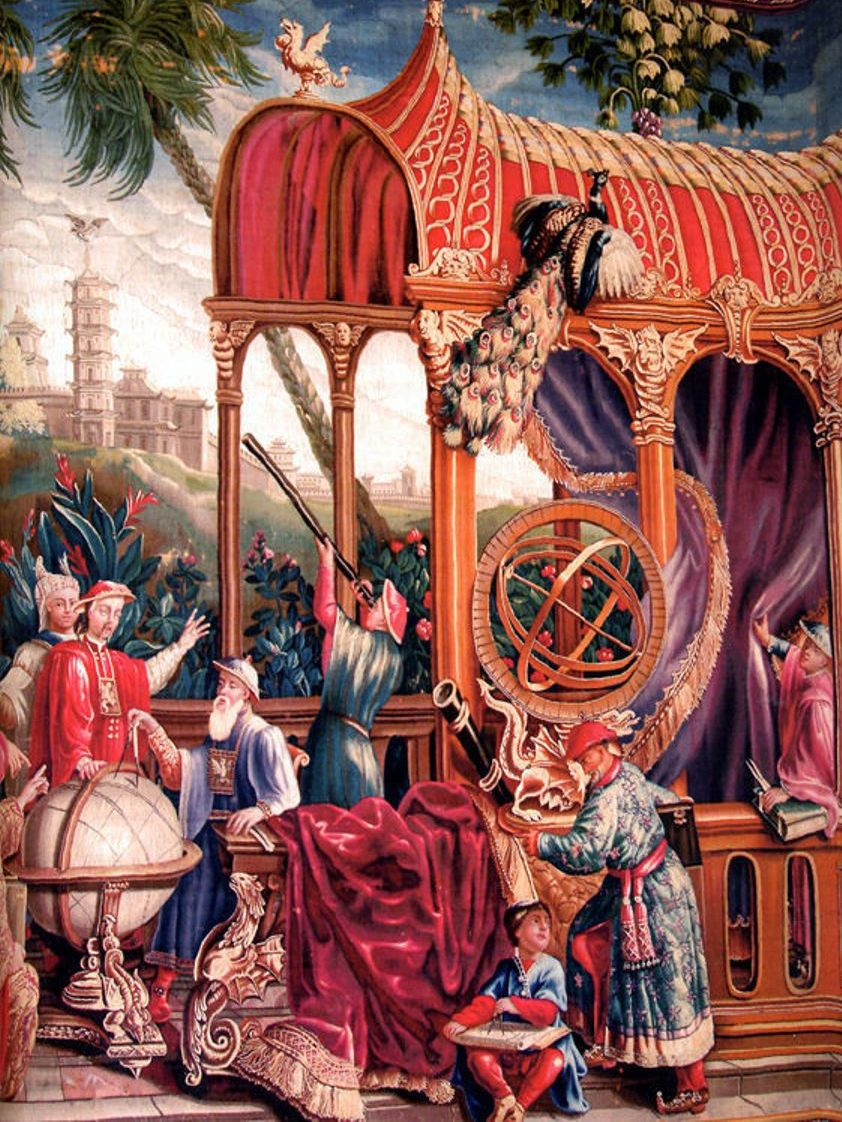
Jezuitští astronomové s císařem Kchang-si

Narodil se ve staré šlechtické rodině z Kolína nad Rýnem. Vzdělával se v jezuitském gymnáziu a roku 1611 v Římě vstoupil do jezuitského řádu. Roku 1618 se vydal na východ, následující rok dosáhl Macaa a pokračoval do Číny.
Kromě úspěšné misijní práce se stal důvěrným poradcem císaře Šun-č' z dynastie Čching, byl jmenován ředitelem Imperiální observatoře a matematické školy. Podílel se na upřesnění tehdy používaného čínského kalendáře pojmenovaného po posledním císaři dynastie Ming Čchung-čenův kalendář. Modifikovaný kalendář umožnil přesnější předpovědi zatmění Slunce a Měsíce. Jeho postavení mu umožnilo získat od císaře pro jezuity povolení stavět kostely a kázat po celé zemi.
Během čtrnácti let jezuité v Číně pokřtili na půl miliónu lidí. Ale po smrti císaře Šun-č' roku 1661 se postoj úřadů změnil. Astrolog Jang Kuang-sien ho obviňoval, že nepřímo zavinil smrt císařovny Siao Sien. Schall byl uvězněn a odsouzen k smrti. Rozsudek nebyl vykonán, ale zemřel po propuštění na následky věznění. Jeho sbírka rukopisů byla uložena ve vatikánské knihovně.